# Берёзовка (Голованевский район)
Берёзовка (укр. Березівка) — село в Завальевской поселковой общине Голованевского района Кировоградской области Украины.
До 2020 года входило в Гайворонский район
Население по переписи 2001 года составляло 272 человека. Почтовый индекс — 26335. Телефонный код — 5254. Код КОАТУУ — 3521187602.